# Knini Krajinai Szerb Autonóm Terület
Knini Krajinai Szerb Autonóm Terület (szerbhorvátul: Srpska autonomna oblast Kninska Krajina / Српска аутономна област Книнска Крајина, rövidítve: SAO Kninska Krajina / САО Книнска Крајина) önmagát kikiáltó szerb autonóm terület (oblaszt) volt az akkori Jugoszlávia (a mai Horvátország) területén. 1990-ben hozták létre, és később Krajinai Szerb Autonóm Terület (SAO Krajina) névre keresztelték át. Az SAO Krajinából a Nyugat-Szlavóniai, valamint a Kelet-Szlavónai, Baranyai és Nyugat-Szerémségi Autonóm Területekkel együtt alakították meg Horvátország függetlenségének kikiáltása után a Krajinai Szerb Köztársaságot.

## Története
Az 1990-es többpárti választások után Horvátországban fokozódtak az etnikai feszültségek. Az új horvát alkotmányban a szerbeket megfosztották az államalkotó nép jogától és nemzeti kisebbséggé fokozták le őket. Az 1974-es alkotmány szerint Horvátország csak akkor válhatott volna ki a Jugoszláv Szocialista Szövetségi Köztársaságból, ha minden államalkotó tagország egyetért ezzel a döntéssel. Az alkotmányban lefokozott szerbek nem akarták elfogadni ezt az állapotot, és 1990 októberében megalakították a Knini Krajinai Szerb Autonóm Területet (SAO Kninska Krajina). 1990. június 27-én az SAO Kninska Krajina egyesült Lika szerb önkormányzataival és Észak-Dalmácia szerbek lakta többi részével, így megalakult az Észak-Dalmácia és Lika Önkormányzatainak Uniója. 1990 decemberében ez a közösség elfogadta a Szerb Autonóm Közösség statútumát és létrehozta a Krajinai Szerb Autonóm Területet (rövidítve az SAO Krajinát). Az SAO Kninska Krajina elnevezés Knin város környékére utalt, ahol Horvátország első szerb autonóm régiója jött létre. Néhányan azonban ezt a kifejezést a SAO Krajina kifejezéssel azonosítják, és a Krajnai Szerb Köztársaság megalakulása előtt ezt használják Krajina ezen területére. A SAO Kninska Krajina szót gyakran lerövidítik, és csak a Kninska Krajinaként említik.

## Fordítás
- Ez a szócikk részben vagy egészben  a(z)   САО Книнска Крајина című szerb Wikipédia-szócikk ezen változatának fordításán alapul.  Az eredeti cikk szerkesztőit annak laptörténete sorolja fel. Ez a jelzés csupán a megfogalmazás eredetét és a szerzői jogokat jelzi, nem szolgál a cikkben szereplő információk forrásmegjelöléseként.